# Kronologija Domovinskog rata: kolovoz 1989.

### 11. kolovoza
- Inflacija, prema podacima Saveznog zavoda za statistiku, bila je u Jugoslaviji u srpnju 788,6% viša nego u istom mjesecu prošle godine.[1]